# Herman Legger
Hermanus Jozephus Legger, detto Herman (Veendam, 7 luglio 1895 – 7 settembre 1978), è stato un calciatore olandese, di ruolo centrocampista.

## Palmarès

### Club

#### Competizioni nazionali
- Campionato olandese: 1

Be Quick 1887: 1919-1920

### Nazionale
- Bronzo olimpico: 1

Anversa 1920